# تيم ريسيفور
تيم ريسيفور (بالهولندية: Tim Receveur)‏ (30 يوليو 1991 بآمرسفورت في هولندا - ) هو لاعب كرة قدم هولندي في مركز الوسط. لعب مع أغوف أبيلدورن والمير سيتي.

## روابط خارجية
- تيم ريسيفور على موقع قاعدة بيانات كرة القدم.إي يو (الإنجليزية)
- تيم ريسيفور على موقع عالم كرة القدم.نت (الإنجليزية)